# György Mészáros
György Mészáros (ur. 30 kwietnia 1933 w Budapeszcie, zm. 14 września 2015) – węgierski kajakarz. Dwukrotny medalista olimpijski z Rzymu.
Brał udział w dwóch igrzyskach (IO 60, IO 64). W 1960 zajął drugie miejsce w sztafecie kajakarzy (drużynę węgierską tworzyli ponadto Imre Kemecsey, András Szente i Imre Szöllősi) oraz w K-2 na dystansie 1000 metrów (wspólnie z Szente). Był pięciokrotnym medalistą mistrzostw świata – złotym w K-2 na dystansie 1000 metrów w 1954, dwukrotnie srebrnym w 1958 – sztafeta 4 × K-1 500 metrów i K-4 na 1000 m i raz w 1971 (K-4 10000 m) oraz brązowym w 1954 w kajakowej czwórce na dystansie 10 000 metrów. Zdobywał medale mistrzostw Europy na różnych dystansach. 